# Futebol de salão
Futebol de salão (também referido pelo acrônimo futsal) é o futebol adaptado para prática em uma quadra esportiva por times de 5 jogadores. Foi regido inicialmente pela Federação Internacional de Futebol de Salão, sendo atualmente regido pela Associação Mundial de Futsal. O Futebol de salão conserva as regras do esporte conforme eram praticadas em seus primórdios, diferenciando-se assim do futsal da FIFA. Cabe observar que o termo futsal costuma ser usado genericamente como sinônimo de futebol de salão.

## História
Até 1989, as histórias das duas variações, futebol de salão e futsal se confundem, sendo que as regras utilizadas até então eram as regras do futebol de salão e apenas a Federação Internacional de Futebol de Salão organizava os torneios. Em finais dos anos 80, a FIFA passou a organizar torneios de "futebol de cinco", uma variação do futebol de salão de então, sendo que a o Campeonato Mundial de Futebol Cinco, realizado em 1989, hoje é considerado como uma legítima Copa do Mundo de Futsal. A FIFA no entanto buscava ter o controle do futebol de salão a nível mundial.O termo futsal foi originalmente cunhado pela FIFUSA em reação à proibição da FIFA de se usar o nome futebol por entidades que não ela própria. No entanto, o nome acabou sendo adotado pela própria FIFA mais tarde. Em 1990, a FIFA passou a congregar as principais federações nacionais, a FIFUSA congregou pequenas federações e criou novas, como por exemplo a Confederação Nacional de Futebol de Salão, já que a Confederação Brasileira de Futebol de Salão se filiou à FIFA. A FIFA criou as novas regras para o esporte, organizando os campeonatos mundiais da modalidade. Assim, a FIFUSA paralisou suas atividades, porém outras federações insatisfeitas, tais como a Confederação Pan-Americana de Futsal, continuaram organizando campeonatos de futsal em paralelo, como por exemplo os mundiais de 1991, 1994 e 1997, sempre seguindo as regras previstas pela extinta FIFUSA. Em 2000, foi fundada a nova AMF, sucessora da FIFUSA, que organizou os mundiais de 2000, 2003, 2007, 2011 e 2015.

## Regras
Embora mantenham em comum sua essência, a criação de algumas regras diferenciadas criou peculiaridades em cada uma das modalidades: o futsal, com uma bola mais leve e com a valorização do uso dos pés adquiriu maior semelhança com o futebol de campo e ganhou maior dinâmica com novas regras que o tornaram mais ágil, como por exemplo, permitir que o goleiro atue como um jogador de linha quando ele está fora da sua área; o futebol de salão, buscando sempre preservar as regras originais, manteve mais as características de um esporte indoor, com um jogo mais no chão, reduzindo o jogo aéreo, devido ao peso da bola, com laterais e escanteios cobrados com as mãos para maior controle e limitações à movimentação tanto do goleiro, restritos à sua área, como dos demais jogadores. Dessa forma, a dinâmica do jogo em uma e outra modalidade tornou-se sensivelmente diferenciada. Basicamente são apenas oito regras, além de todo um arsenal de regulamentações; contudo essas regras são o suficiente para diferenciar em muito essa modalidade do popular futsal, que tem variações em suas regras, dependendo das categorias.

### A bola
A bola do futsal deverá ter entre 40cm e 51cm de circunferência, 200g a 280g de peso, uma calibração de 9 libras, não podendo saltar mais de 35cm de altura em seu primeiro rebote quando solta a 2 metros do chão. No segundo rebote não poderá ultrapassar os 6cm de altura.
Para categorias menores ou feminina, as medidas de peso e circunferência são ligeiramente reduzidas.

### A quadra
A quadra deve medir entre 28x16m (mínimo) e 40x20m (máximo). Em caso de jogos internacionais, deve medir entre 36x18m (mínimo) e 40x20m (máximo).

### Zona de substituições e área técnica
A área técnica deverá ser marcada junto à zona de substituições, a uma distância de 75cm (setenta e cinco centímetros) da linha lateral, no mesmo alinhamento do início da zona de substituições e terminando 1m (um metro) após o término da zona de substituições, fechando até o alinhamento dos bancos de reservas, onde o técnico ou treinador poderá permanecer em pé e passar as instruções para sua equipe.

### Substituições
No decorrer da partida cada equipe poderá efetuar substituições ilimitadas.As substituições só ocorrem com a saída da bola e a paralisação da partida, sendo feita esta substituição em frente ao cronometrista anotador.

### Tiro de canto e lateral
Todas as cobranças de lateral e escanteio são realizadas com as mãos. 

### O pênalti
A área de meta é demarcada por um semicírculo com raio de base a 6 metros do centro da linha do gol . O tiro de castigo (ou pênalti) é cobrado de um ponto a uma distância de nove metros do gol. Deve-se manter um pé imóvel, movimentando apenas um para a conclusão.A Primeira Penalidade será revertida em lateral.

### Goleiro
O goleiro atua somente em sua área de meta, não podendo ultrapassar a mesma. Este jogador pode ser substituído (como qualquer outro) e também pode trocar de posição com outro jogador (este caso não é considerado como uma substituição), devendo a partida estar paralisada e o árbitro notificado. Uma exceção ocorre na cobrança de penalidade máxima, quando não é permitida esta troca de posições, salvo constatado (pelo árbitro e por um médico) que o goleiro tem uma lesão grave. O goleiro também não pode executar tiro livre fora de sua área e nem executar penalidade máxima.

### Gol
Quando o goleiro não está na área, é valido o gol dentro da área (salvo algumas interpretações contidas no Livro de Regras).

### Cartões
- Amarelo: advertência
- Azul: desclassificação (substituição automática), ou seja, não poderá mais voltar a jogar na mesma partida.
- Vermelho: expulsão (substituição automática), ou seja, não poderá mais voltar a jogar na mesma partida.